# Polen op de Olympische Zomerspelen 1948
Polen nam deel aan de Olympische Zomerspelen 1948 in Londen, Engeland. Voor het eerst in de geschiedenis won Polen geen goud én geen zilver. Aleksy Antkiewicz won brons bij het boksen in de vedergewichtklasse.

## Medailleoverzicht
| Sport  | Olympiër          | Onderdeel | Medaille |
| ------ | ----------------- | --------- | -------- |
| Boksen | Aleksy Antkiewicz | -57kg (m) | Brons    |

## Deelnemers en resultaten

### Atletiek
| Olympiër                   | Onderdeel        | Resultaat | Prestatie |
| -------------------------- | ---------------- | --------- | --- |
| Bogdan Lipski              | 100m (m)         | DNS       | serie 1: niet gestart |
| Bogdan Lipski              | 200m (m)         | DNS       | serie 1: niet gestart |
| Edward Adamczyk            | verspringen (m)  | 11e       | kwalificatie groep A: 6de met 7,03m finale: 11de met 6,735m |
| Witold Gerutto             | kogelstoten (m)  | 10e       | kwalificatie groep A: 8ste met 14,45m finale: 10de met 14,37m |
| Mieczysław Łomowski        | kogelstoten (m)  | 4e        | kwalificatie groep A: 6de met 14,70m finale: 4de met 15,43m |
| Mieczysław Łomowski        | discuswerpen (m) | 11e       | kwalificatie: niet gestart |
| Edward Adamczyk            | tienkamp (m)     | 9e        | 100m: 17de in 11,7 verspringen: 2de met 7,08m kogelstoten: 3de met 13,20m hoogspringen: 12de met 1,75m 400m: 8ste in 52,5 110m horden: 5de in 15,8 discuswerpen: 8ste met 39,11m polsstokhoogspringen: 4de met 3,40m speerwerpen: 19de met 43,70m 1500m: 14de in 5.01,4 totaal: 6712 punten          |
| Witold Gerutto             | tienkamp (m)     | 19e       | 100m: 30ste in 12,1 verspringen: 31ste met 5,905m kogelstoten: 1ste met 14,53m hoogspringen: 15de met 1,70m 400m: 28ste in 55,4 110m horden: 21ste in 17,0 discuswerpen: 2de met 41,80m polsstokhoogspringen: 24ste met 3,00m speerwerpen: 9de met 51,06m 1500m: 27ste in 5.17,8 totaal: 6106 punten |
| Wacław Kuźmicki            | tienkamp (m)     | 16e       | 100m: 27ste in 12,0 verspringen: 16de met 6,565m kogelstoten: 16de met 12,34m hoogspringen: 15de met 1,70m 400m: 16de in 54,3 110m horden: 27ste in 17,6 discuswerpen: 12de met 38,06m polsstokhoogspringen: 14de met 3,20m speerwerpen: 14de met 47,34m 1500m: 5de in 4.41,8 totaal: 6153 punten    |
|                            |                  |           | |
| Henryka Słomczewska-Nowak  | verspringen (v)  | 17e       | kwalificatie groep B: 11de met 5,19m |
| Jadwiga Wajs-Marcinkiewicz | discuswerpen (v) | 4e        | 39,30m |
| Melania Sinoracka          | speerswerpen (v) | 11e       | 35,74m |

### Boksen
| Olympiër            | Onderdeel | Resultaat | Prestatie |
| ------------------- | --------- | --------- | --- |
| Janusz Kasperczak   | -51kg (m) | 17e       | 1ste ronde: V van AUS Gower: punten |
| Wawrzyniec Bazarnik | -54kg (m) | 17e       | 1ste ronde: V van CHI González: punten |
| Aleksy Antkiewicz   | -57kg (m) | Brons     | 1ste ronde: W van PHI Trani: punten 2de ronde: W van PER García: punten kwartfinale: W van KOR Seo: punten halve finale: V van ITA Formenti: punten bronzen finale: W van ARG Núñez: punten |
| Zygmunt Chychła     | -67kg (m) | 5e        | 1ste ronde: W van NED Wijngaard: punten 2de ronde: W van CEY Obeysekere: knock-out kwartfinale: V van ITA D'Ottavio: punten                                                                 |
| Antoni Kolczyński   | -75kg (m) | 9e        | 1ste ronde: vrij 2de ronde: V van URU Martínez: punten |
| Franciszek Szymura  | -81kg (m) | 5e        | 1ste ronde: W van IND Joachim: punten 2de ronde: W van PUR Quitcón: scheidsrechterlijke beslissing kwartfinale: V van ARG Cía: punten                                                       |

### Kanovaren
| Olympiër                        | Onderdeel       | Resultaat | Prestatie              |
| ------------------------------- | --------------- | --------- | ---------------------- |
| Czesław Sobieraj                | K-1 1000m (m)   | 9e        | serie 2: 5de in 4.46,5 |
| Czesław Sobieraj                | K-1 10.000m (m) | 7e        | 52.51,0                |
| Alfons Jeżewski Marian Matłotka | K-2 1000m (m)   | series    | serie 2: 8ste          |
| Alfons Jeżewski Marian Matłotka | K-2 10.000m (m) | 10e       | 48.25,6                |

### Schermen
| Olympiër                                                                             | Onderdeel      | Resultaat | Prestatie |
| ------------------------------------------------------------------------------------ | -------------- | --------- | --- |
| Zygmunt Fokt                                                                         | degen (m)      | DNS       | niet gestart |
| Rajmund Karwicki                                                                     | degen (m)      | 62e       | 1ste ronde groep 5: 7de met 1 overwinning |
| Jan Nawrocki                                                                         | degen (m)      | 55e       | 1ste ronde groep 4: 6de met 3 overwinningen |
| Antoni Sobik Rajmund Karwicki Jan Nawrocki Teodor Zaczyk Bolesław Banaś Zygmunt Fokt | degen team (m) | 13e       | 1ste ronde groep 1: 2de V van Argentinië: 6-10 W van Cuba: 8-6 kwartfinale 1: 4de V van Italië: 1-14 V van Hongarije: 6-10                        |
| Bolesław Banaś                                                                       | sabel (m)      | 49e       | 1ste ronde groep 8: 5de met 1 overwinning |
| Antoni Sobik                                                                         | sabel (m)      | 12e       | 1ste ronde groep 6: 2de met 4 overwinningen kwartfinale 2: 4de met 4 overwinningen halve finale 2: 6de met 1 overwinning                          |
| Teodor Zaczyk                                                                        | sabel (m)      | 40e       | 1ste ronde groep 7: 4de met 3 overwinningen |
| Antoni Sobik Rajmund Karwicki Jan Nawrocki Teodor Zaczyk Bolesław Banaś Zygmunt Fokt | sabel team (m) | 5e        | 1ste ronde groep 3: 1ste W van Turkije: 11-5 kwartfinale 4: 2de G van Oostenrijk: 8-8 halve finale 1: 3de V van Hongarije: 3-12 V van België: 7-9 |
|                                                                                      |                |           | |
| Irena Nawrocka                                                                       | floret (v)     | 31e       | 1ste ronde groep 1: 6de met 2 overwinningen |

Afghanistan · Argentinië · Australië · België · Bermuda · Birma · Brazilië · Brits-Guiana · Canada · Ceylon · Chili · Colombia · Cuba · Denemarken · Egypte · Filipijnen · Finland · Frankrijk · Griekenland · Groot-Brittannië · Hongarije · Ierland · IJsland · India · Irak · Iran · Italië · Jamaica · Joegoslavië · Libanon · Liechtenstein · Luxemburg · Malta · Mexico · Monaco · Nederland · Nieuw-Zeeland · Noorwegen · Oostenrijk · Pakistan · Panama · Peru · Polen · Portugal · Puerto Rico · Republiek China · Singapore · Spanje · Syrië · Trinidad en Tobago · Tsjecho-Slowakije · Turkije · Uruguay · Venezuela · Verenigde Staten · Zuid-Afrika · Zuid-Korea · Zweden · Zwitserland